# Centro Nacional de Prevención de Desastres
Das Centro Nacional de Prevención de Desastres ist eine im Jahre 1988 als Folge des Erdbebens vom 19. September 1985 gegründete Bundesagentur des mexikanischen Sekretariats (Ministeriums) für Sicherheit und Zivilschutz, die sich der Vorbeugung von, Warnung vor und Förderung der Selbsthilfe bei Naturkatastrophen und anthropogenen Katastrophen, die Leben und Güter bedrohen, widmet. Dies umfasst u. a. die Beobachtung von aktiven Vulkanen, wie dem Popocatépetl.